# Fraunhofer-Institut für Verkehrs- und Infrastruktursysteme
L'institut pour les systèmes de transport et d'infrastructure (Verkehrs- und Infrastruktursysteme ou IVI) effectue des travaux de recherche appliquée dans les directions suivantes :
- Systèmes de gestion et d'information sur le trafic ;
- Systèmes de conduite et d'assistance à la conduite ;
- Conception de prototype de véhicules ;
- Intégration de nouvelles sources d'énergie pour les transports.
Il a été fondé en 1999 et compte en 2010 environ 80 collaborateurs ainsi qu'une cinquantaine de stagiaires sous divers statuts. Son budget s'élève à environ 5,5 M€.
Il est situé à Dresde près de l'université technique de Dresde et ses locaux sont voisins de l'institut IIS.
RailML, un format uniforme d'échange de données pour les chemins de fer, a été développé à l'Institut Fraunhofer entre 2002 et 2005.